# バス (SSK-2)
|          |                       |
| 艦歴     |                       |
| 発注:    |                       |
| 起工:    | 1950年2月23日         |
| 進水:    | 1951年5月2日          |
| 就役:    | 1952年11月16日        |
| 退役:    |                       |
| 除籍:    | 1965年                |
| その後:  |                       |
| 性能諸元 |                       |
| 排水量:  | 765トン               |
| 全長:    | 196 ft                |
| 全幅:    | 24 ft 7 in            |
| 吃水:    | 14 ft 5 in            |
| 機関:    |                       |
| 最大速:  | 13ノット              |
| 乗員:    | 士官、兵員37名        |
| 兵装:    | 21インチ魚雷発射管4門 |

バス (USS Bass, SSK-2/SS-551) は、アメリカ海軍の潜水艦。バラクーダ級潜水艦の2番艦。魚のバスから命名された。この名を持つ艦としては2隻目。当初の艦名は K-2 であった。

## 艦歴
K-2は年月日にカリフォルニア州ヴァレーホのメア・アイランド海軍造船所で起工した。1951年5月2日にジョン・J・クレイン夫人によって命名、進水し、1952年11月16日に艦長D・E・バンティング少佐の指揮下就役する。
K-2は1952年5月23日に真珠湾に到着し、第72潜水戦隊に合流する。新型潜水艦としてK-2はその能力と限界を評価するための実験活動に従事した。1953年1月に真珠湾海軍基地で信頼性確認作業と新型装備の装着を受ける。1953年6月にK-2は作戦活動を再開し、続く13ヶ月にわたって艦隊の他の部隊と共に戦術開発、統合作戦に従事した。
1954年1月、K-2はオーバーホールのためメア・アイランド海軍造船所入りし、作業完了後はメキシコのマサトランへ巡航した後真珠湾に戻る。K-2は1955年12月15日にバスと改名された。バスは1957年6月まで真珠湾を拠点として活動した。1957年6月26日にバスは本国へ帰還し、西海岸沿いで活動した後1957年10月1日に予備役となる。1959年8月15日に SS-551 （攻撃型潜水艦）に艦種変更される。バスは1965年に除籍された。